# فرانسیسکو ماسیاس انگوئما
فرانسیسکو ماسیاس انگوئما (انگلیسی: Francisco Macías Nguema؛ زاده ۱ ژانویهٔ ۱۹۲۴ – درگذشته ۲۹ سپتامبر ۱۹۷۹) یک سیاست‌مدار اهل گینه استوایی بود. گفته شده در یک مقطع او خودش را یک «مارکسیست هیتلری» اعلام کرد.

## عادات غذایی
او عاشق نوعی چای به نام «بهنگ» بود که از گیاه حشیش و ایبوگا نیز در آن استفاده می‌شد و خاصیت توهم زایی داشت. او نخستین رئیس‌جمهور گینه استوایی بود که با قتل و تبعید از مخالفانش پذیرایی می‌کرد. از عادات غذایی او اطلاعات زیادی در دست نیست، اما شایعه شده بود که او آدم‌خوار است و جمجمه‌ها را در یخچال خانه‌اش نگهداری می‌کند.